# Fabio Mussi
Pour les articles homonymes, voir Mussi.
Fabio Mussi (né le 22 janvier 1948 à Piombino, en Toscane) est un homme politique italien, ministre de l'Université du gouvernement Romano Prodi II.

## Biographie
Leader de l'aile gauche des Démocrates de gauche, Fabio Mussi fait part de son refus de rejoindre le nouveau Parti démocrate et de son intention de créer un nouveau parti politique, situé à la gauche de cette nouvelle formation. Il prend la tête du mouvement Gauche démocrate en mai 2007.